# Egín gol
Egín gol (mongolsky Эгийн гол) je řeka v Mongolsku (Chövsgölský, Bulganský ajmag). Je 475 km dlouhá. Povodí má rozlohu 49 100 km².

## Průběh toku
Odtéká z jezera Chövsgöl núr. Protéká v široké dolině kopcovitou krajinou, přičemž na mnoha místech vytváří peřeje. Ústí zleva do Selengy (povodí Jeniseje).

## Vodní stav
Průměrný roční průtok vody ve vzdálenosti 40 km od ústí činí přibližně 100 m³/s. Na jaře má nejvyšší vodní stav a v létě dochází k povodním v důsledku dešťových srážek. Zamrzá na 5 až 6 měsíců.

## Využití
Vodní doprava není možná, nicméně při odtoku z Chövsgöl núr se nachází přístav Chatgal.